# 卡特 (瓦兹省)
卡特（法語：Catheux，法語發音：[katø]）是法国瓦兹省的一个市镇，属于博韦区。

## 地理
卡特（49°39'10"N, 2°7'14"E）面积11.78 平方千米，位于法国上法蘭西大區瓦兹省，该省份为法国北部内陆省份，北起索姆省，西接厄尔省和滨海塞纳省，南至塞纳-马恩省和瓦兹河谷省，东临埃纳省。
与卡特接壤的市镇（或旧市镇、城区）包括：绍克斯莱贝纳尔、大克雷沃克尔、方丹-博讷洛、勒加莱、埃托梅尼勒、拉瓦克里、勒梅尼勒孔特维尔、勒索尔舒瓦。
卡特的时区为UTC+01:00、UTC+02:00（夏令时）。

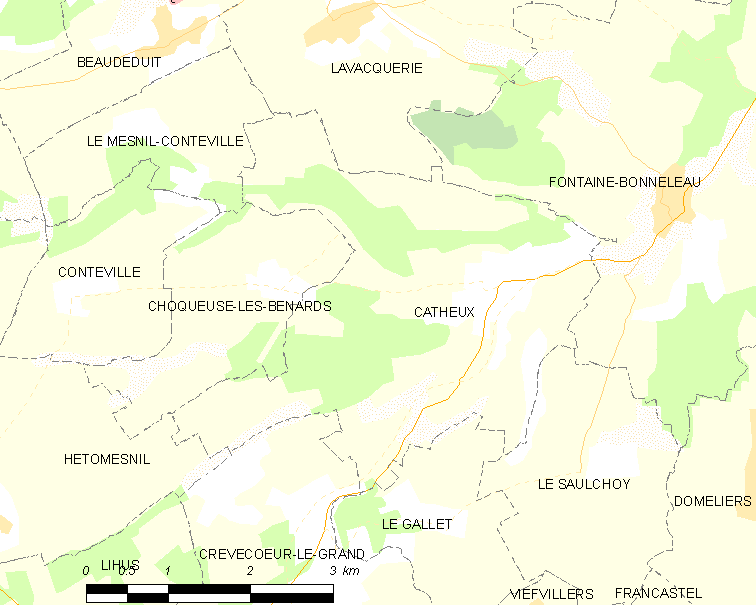
卡特的OSM定位图

## 行政
卡特的邮政编码为60360，INSEE市镇编码为60131。

## 政治
卡特所属的省级选区为圣瑞斯特昂绍塞县。

## 人口

1962-2008年间卡特人口变化图示

卡特于2022年1月1日时的人口数量为101人。